# Tomasz Jarosiński
Tomasz Jarosiński (ur. w 1969) – polski dziecięcy aktor filmowy, przedsiębiorca.

## Życiorys
Na ekranie występował w latach 1977-1983, po czym sam zrezygnował z aktorstwa. Aktualnie prowadzi w Warszawie biuro projektowe. Był kilkukrotnym mistrzem Polski w wyścigach psich zaprzęgów.

## Filmografia
- Dziewczyna i chłopak (1977) – Jakub, syn cioci Ireny (odc. 3-6)
- Rodzina Leśniewskich (1978) – "Blondas", kolega Leszka (odc. 1, 3-7)
- Co mi zrobisz, jak mnie złapiesz (1978) – chłopiec oddający ołówek gosposi Krzakoskich
- Zielone lata (1979) – Wojtek
- Rodzina Leśniewskich (1980) – "Blondas", kolega Leszka
- Mniejsze niebo (1980) – Daniel, syn Artura
- Dziewczyna i chłopak (1980) – Kubuś
- Wojna światów – następne stulecie (1981) – syn robotnika z wodociągów
- Najdłuższa wojna nowoczesnej Europy (1981) – Tomasz Gierusz, syn Katarzyny i Marcina (odc. 11)
- Konopielka (1981) – Ziutek, syn Kaziuka
- Amnestia (1981) – niemieckie dziecko w restauracji
- Podróż nad morze (1983) – Zygmunt